# 字鏡集
字鏡集（じきょうしゅう）は鎌倉時代に菅原為長によって編纂されたかとされる字書。現存する主な諸本には7巻本系統と20巻本系統があるが、本文の体裁や注に異なる部分がある。
古い形態を残しているとみられるのは、20巻本系統で為長の没する直前の寛元3年（1245年）の写本が伝わることから同年以前の編纂と見られる。戦国時代に入ると、永正5年（1508年）写の『字鏡抄』と天文16年（1547年）写の『字鏡鈔』という2種の写本が登場し、前者は現行の7巻本の、後者は20巻本の元となったとみられている。
部首を「天象部（天部・雨部・日部など）」「植物部（木部・艸部・竹部など）」といった関連するものごとにまとめ、それぞれの部首に属する漢字を掲げて片仮名で日本語の音訓を付けている。難字や異体字なども多数採録されている。
一見して7巻本と20巻本は別本のように見えるが並んでいる漢字の配列が異なっているためでもあり、両本を比較対照した時には内容が一致するものも少なくない。また20巻本は7巻本に比べて注や情報が豊富になっており、例えば7巻本では注が無かった漢字に注が加えられていたり、親字の下部に付される異体字の表示の追加、漢字の読みの追加、7巻本には見られない漢字の掲出なども20巻本では確認することができる。